# Neolaphygma leucoplagoides
Neolaphygma leucoplagoides là một loài bướm đêm trong họ Noctuidae.